# Коммунистическая партия (Валлония)
Коммунистическая партия Валлонии или просто Коммунистическая партия (фр. Parti Communiste) — бельгийская валлонская политическая партия, придерживающаяся идеологии марксизма-ленинизма.

## Краткая история
Основана в 1989 после роспуска Коммунистической партии Бельгии по причине образования языковых барьеров. Секретарём ЦК Компартии Фландрии являлся Арне Байер. Партийная печать — газеты «Le Drapeau Rouge» («Красное знамя») и «Mouvements». Лидер партии — Пьер Бёвуа. Входит в состав общеевропейской партии Европарламента «Европейские левые».

## Организационная структура
Коммунистическая партия состоит из федераций по одной на провинцию, провинции из секций по одной на общину, крупные секции из групп по одной на несколько домов.
Высший орган — съезд, между съездами — центральный комитет, исполнительный орган — политическое бюро. Высший орган федерации — федеральный съезд, между федеральными съездами — федеральный комитет.